# Monteodorisio
Monteodorisio est une commune de la province de Chieti dans les Abruzzes en Italie.

## Les Templiers et les Hospitaliers
Au XIIIe siècle, les Templiers possédaient des biens à proximité de la rivière Asinelio (à l'Ouest). Ces biens furent dévolus aux Hospitaliers de l'ordre de Saint-Jean de Jérusalem qui y ont établi une commanderie.

## Administration
| Période                                  | Période  | Identité         | Étiquette | Qualité |
| ---------------------------------------- | -------- | ---------------- | --------- | ------- |
| 14 juin 2004                             | En cours | Ernesto Sciascia |           |         |
| Les données manquantes sont à compléter. |          |                  |           |         |

### Hameaux
- contrade : Defenza, Santa Lucia, Colle delle Querce, Marracola, Passo della Carrozza, San Berardino, Vallita, Pozzo Antico, Ripa, Tratturo, San Pietro Ad Aram, Monteleforche, Sant'Anna, San Leonardo, Colle Breccioli, Tacconella, Giardino, Mulino, Piano Sinello, Rivullo

### Communes limitrophes
Cupello, Furci, Gissi, Pollutri, Scerni, Vasto